# 大花耧斗菜
大花耧斗菜（学名：Aquilegia glandulosa）为毛茛科耧斗菜属下的一个种。

## 扩展阅读
維基物種上的相關：大花耧斗菜